# Ochthebius minimus
Ochthebius minimus är en skalbaggsart som först beskrevs av Fabricius 1792.  Ochthebius minimus ingår i släktet Ochthebius och familjen vattenbrynsbaggar. Arten är reproducerande i Sverige. Inga underarter finns listade i Catalogue of Life.